# Enikő Szilágyi
Pour les articles homonymes, voir Szilágyi (homonymie).
Dans le nom hongrois Szilágyi Enikő, le nom de famille précède le prénom, mais cet article utilise l’ordre habituel en français Enikő Szilágyi, où le prénom précède le nom.
Enikő Szilágyi, née le 19 décembre 1952 à Cluj-Napoca, est une actrice et chanteuse roumaine appartenant à la communauté hongroise de Roumanie.

## Filmographie
- 1982 : Guillaume le Conquérant - Mathilde de Flandre

## Théâtre
- Barbara, l'amour et rien d'autre de Thomas Le Douarec, accompagnée par Roger Pouly/Alceo Passeo